# Incident du Dogger Bank

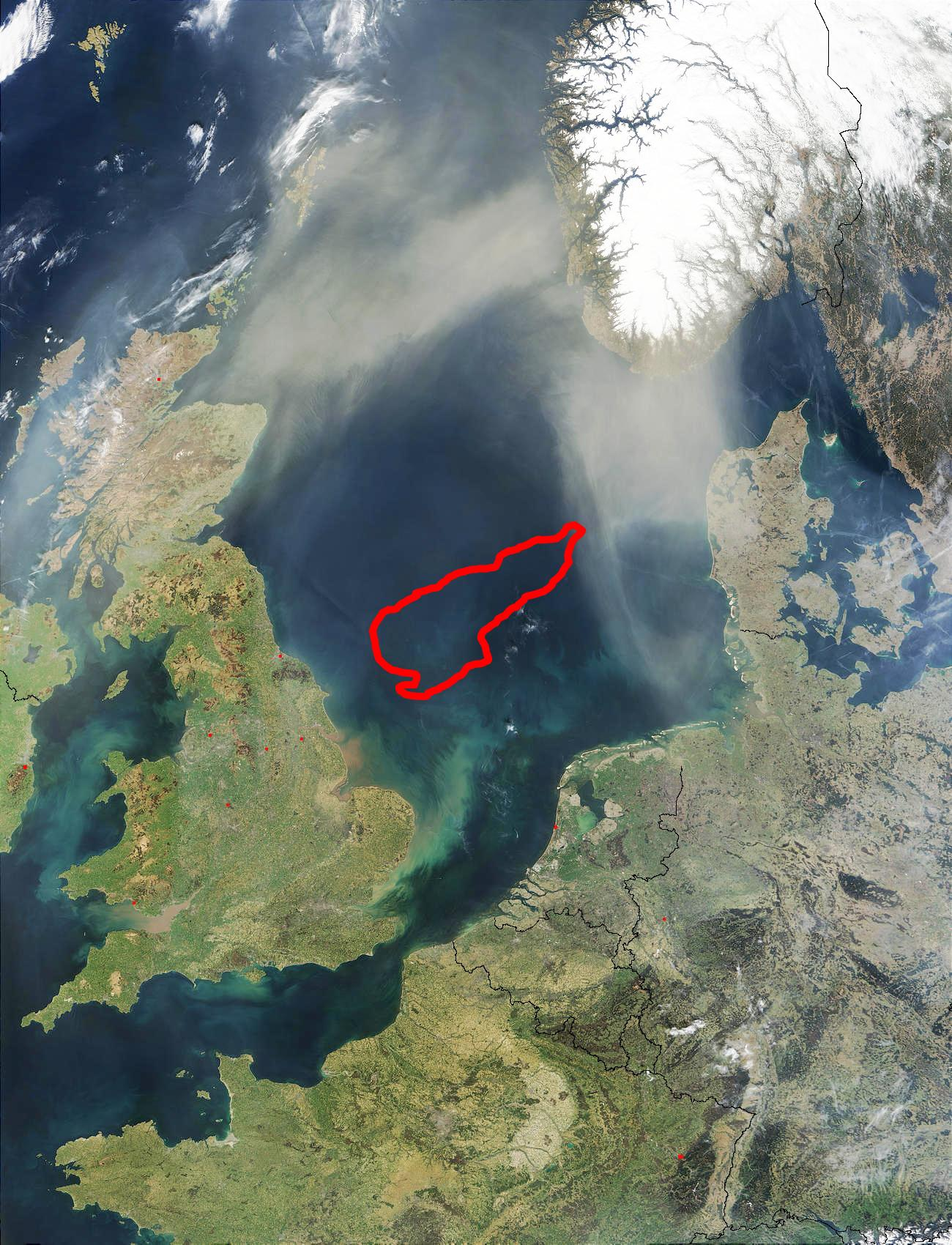
Localisation du Dogger Bank en mer du Nord.

Pour les articles homonymes, voir Bataille du Dogger Bank.
L'incident du Dogger Bank, également connu comme l'incident de Hull, est lié à la Guerre russo-japonaise. La flotte de la Baltique de la marine impériale russe, en route vers l'extrême-orient dans le but de secourir  Port-Arthur assiégé les forces japonaises, ouvre le feu dans la nuit du 21 au 22 octobre 1904 sur des chalutiers britanniques du port de Hull, en pensant avoir affaire à la Marine impériale japonaise.
La flotte russe commandée par l'amiral Rojestvenski n'atteindra jamais son objectif : elle arrivera en extrême-orient quatre mois après la chute de Port-Arthur et sera anéantie lors de la bataille de Tsushima.

## Les faits

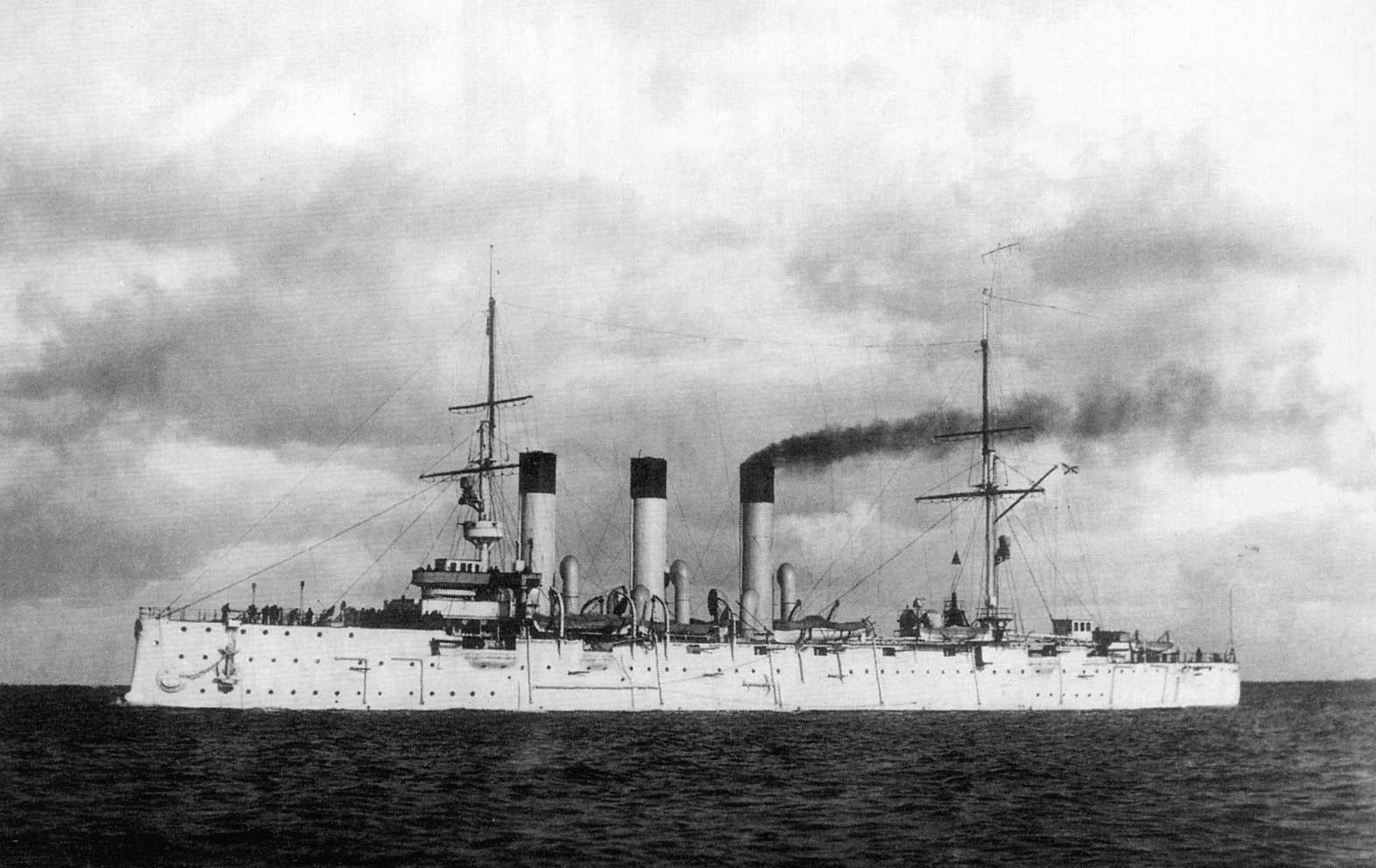
LAurore, croiseur russe qui a subi des tirs amis lors de l'incident.

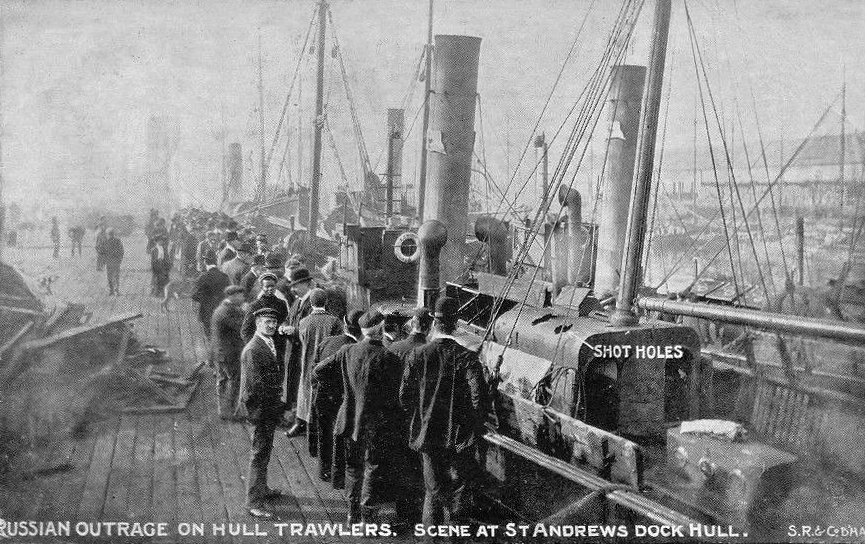
Chalutiers endommagés amarrés au quai Saint-Andews de Hull.

Dans la nuit du 21 octobre, alors en pleine mer du Nord, le navire-atelier Kamtchatka qui ferme la marche de l'armada russe constituée de 45 navires annonce être suivi par des bateaux qui n'arborent pas les feux réglementaires. Le capitaine confie sa crainte que ce soit des torpilleurs japonais.
Le navire-atelier Kamtchatka ouvre le feu et endommage le navire suédois Aldebaran en voulant tirer sur un navire suspect.
Le Quelques heures plus tard, l'amiral Rojestvenski en personne croise d'autres navires dont les signaux lui semblent aussi suspects. Il ne prend alors pas de risque et ordonne d'ouvrir le feu pendant vingt minutes. Après le cessez-le-feu, les bâtiments allument les projecteurs.
Ils découvrent que les torpilleurs japonais (qui étaient une réelle possibilité, les chantiers navals britanniques ayant construit toutes sortes de navires pour leurs alliés japonais) étaient en fait des chalutiers danois et britanniques pêchant sur le Dogger Bank. Ces derniers, le chalut à la mer, ne purent même pas tenter de s'enfuir. Le chalutier britannique Crane a été coulé, son capitaine et son second tués. Quatre autres chalutiers ont été endommagés et six autres pêcheurs ont été blessés (dont l'un mourra quelques mois plus tard des suites de ses blessures). Comble de la « bataille », les croiseurs russes Aurore et Dmitri Donskoï  ont été pris pour des navires ennemis et bombardés. À bord, un aumônier et au moins un marin sont tués (et un autre grièvement blessé).
La médiocrité et la grande imprécision de l'artillerie russe (aucun des 500 obus tirés par le cuirassé Orel n'a atteint une cible) ont évité un bilan catastrophique.

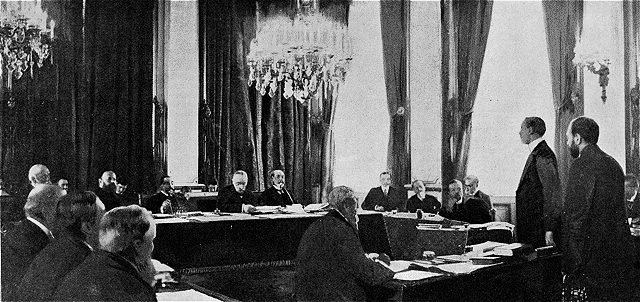
Session de la commission internationale d'enquête.

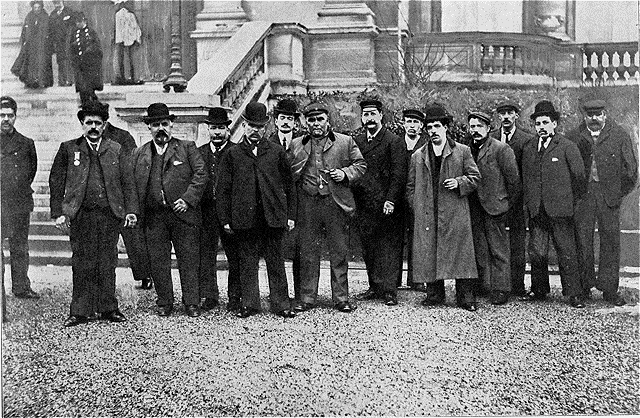
Pêcheurs britanniques venus témoigner à Paris devant la commission.

L’incident provoque un très grave incident diplomatique entre la Russie et la Grande-Bretagne qui est à l'époque l’alliée du Japon. La presse britannique qualifie la flotte russe de « pirate ». Une intervention de la Royal Navy est réclamée, ainsi qu'une action en justice contre l’amiral russe Zinovi Rojestvenski. Ce dernier est particulièrement critiqué pour avoir abandonné les matelots britanniques à leur sort en fuyant les lieux du « combat ».

Ainsi, le Times écrit : 

« Il est presque inconcevable que des hommes qui se qualifient de marins, aussi effrayés qu'ils puissent être, puissent passer vingt minutes à bombarder une flotte de bateaux de pêche sans découvrir la nature de leur cible. »

En réaction, 28 cuirassés de la marine de guerre britannique sont mis en alerte et des escadrons britanniques croisent la flotte russe dans le golfe de Gascogne. Sous la pression diplomatique, le gouvernement russe accepte le 25 novembre qu'une enquête internationale soit menée, suivant les procédures de la Convention de la Haye. Il ordonne à l'amiral de faire escale dans le port de Vigo en Espagne et celui-ci y débarque ceux qu'il considère comme responsables, avant de reprendre la mer vers l'Extrême-Orient.

## Les suites

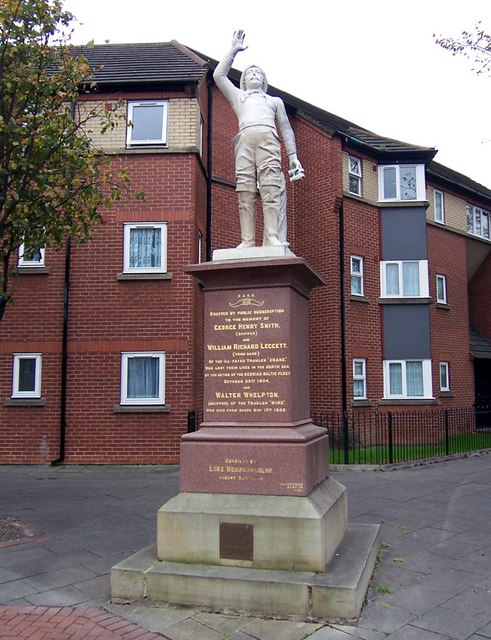
Monument élevé à la mémoire des pêcheurs morts, port de Hull.

La Commission internationale se réunit à Paris du 9 au 25 février 1905. Elle est composée de quatre grands officiers de marine internationaux :
- le Français Fournier (président)
- le Britannique Beaumont (en)
- le Russe Doubassov (en remplacement de Kaznakov (ru) qui s'est avéré sénile)
- l'Austro-hongrois Spaun

En fait également partie Charles Henry Davis Jr. (fils de Charles Henry Davis), officier des services de renseignements de la marine américaine.
Le rapport conclut que : « Les commissaires déclarent que leurs constatations qui y sont formulées ne sont pas, à leur avis, de nature à jeter le discrédit sur les qualités militaires ou l'humanité de l'amiral Rojestvenski, ou du personnel de son escadron » et « Les commissaires se félicitent de reconnaître, à l'unanimité, que l'amiral Rojestvenski a personnellement fait tout ce qu'il pouvait, du début à la fin de l'incident, pour empêcher les chalutiers, reconnus comme tels, d'être attaqués par l'escadron ». Néanmoins, la Russie verse volontairement une compensation de 66 000 £ aux pêcheurs.

En 1906, une souscription publique finance l'élévation d'un monument à la mémoire des pêcheurs à Hull. Une statue représente le pêcheur George Henry Smith et sur le socle figure l'inscription suivante : 

« Érigée par souscription publique à la mémoire de George Henry Smith (capitaine) et William Richard Legget (second), du chalutier à vapeur CRANE, qui perdirent la vie par l'action de la flotte russe dans la mer du Nord, 22 octobre 1904, et Walter Whelpton, capitaine du chalutier MINO, mort de ses blessures en mai 1905. »